# Maren
Maren is een dorp in de gemeente Oss in de Nederlandse provincie Noord-Brabant. Het dorp ligt aan de Maas.
Maren was eerst een zelfstandige gemeente, en fuseerde in 1819 met de gemeenten Alem en Kessel tot de gemeente Alem, Maren en Kessel. Deze naam werd gekozen, omdat dit van west naar oost de volgorde is van de dorpen. In 1958 is deze gemeente opgeheven, toen Alem bij de gemeente Maasdriel kwam en Maren en Kessel bij de gemeente Lith werden gevoegd. Deze laatste gemeente is sinds 2011 weer bij Oss gevoegd.

## Toponymie
De naam 'Maren' is via 'Marsna' afkomstig van het Latijnse 'mare', dat 'zee' betekent.

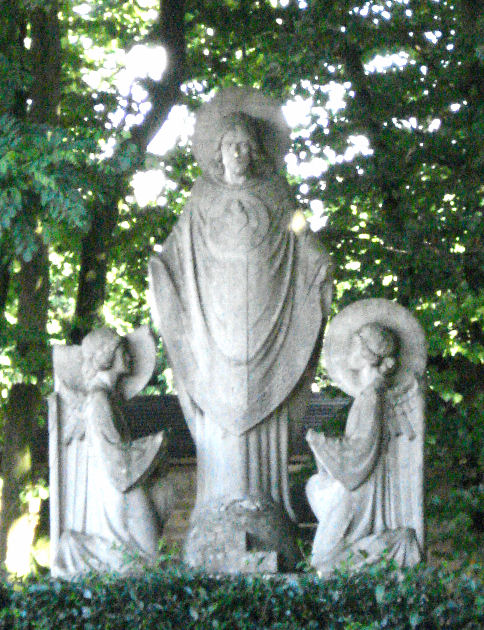
Heilig Hartbeeld (1933)

## Geschiedenis
De eerste vermelding van Marsna is in een document uit 997. Hierin schenkt koning Otto III het gebied Maren en Kessel aan bisschop Notger van Luik.
Maren hoorde in de middeleeuwen bij het Kwartier van Maasland van de Meierij van 's-Hertogenbosch. Het was een hertogsdorp. Terwijl Maren en Kessel oorspronkelijk een gezamenlijke kerk hadden, werd omstreeks 1500 te Maren een gotisch kerkje gebouwd, waar later een raadhuis tegenaan gebouwd werd. Deze kerk werd in 1905 gesloopt, nadat een neogotische kerk was gebouwd die ontworpen was door Hubert van Groenendael. Deze kerk werd echter, samen met een groot deel van het dorp, in 1944 door de bezetter verwoest en de kerk is nimmer meer opgebouwd. De nieuwe kerk kwam namelijk in het nieuwe dorp Maren-Kessel te staan, dat halverwege Maren en Kessel was gelegen.
Vanouds leefde men van de landbouw en de veeteelt, zoals het fokken van paarden en biggen, en het houden van rundvee. Enkelen verdienden hun brood in de scheepvaart. In later jaren is er een steenfabriek gekomen, die echter alweer geruime tijd gesloten is.
In de 18e eeuw had Maren ruim 400 inwoners, een aantal dat langzaam opliep tot 638 in 1900 en 700 in 1957.

## Natuur en landschap
Maren ligt aan de Maas, en nabij het Kanaal van Sint Andries. Buitendijks ligt een stroomdallandschap. Naar het zuiden toe is omstreeks 1935 een nieuwe Maasbedding gegraven en erlangs ligt een strakke, kaarsrechte dijk. Een veerpont vaart van hier naar Alem. Binnendijks ligt de rivierkleipolder: Polder het Laag Hemaal, waarin zich een drietal eendenkooien bevinden, zie Lithse Kooi.

## Nabijgelegen kernen
Maren-Kessel, Alem (veerpont), Het Wild

## Galerij

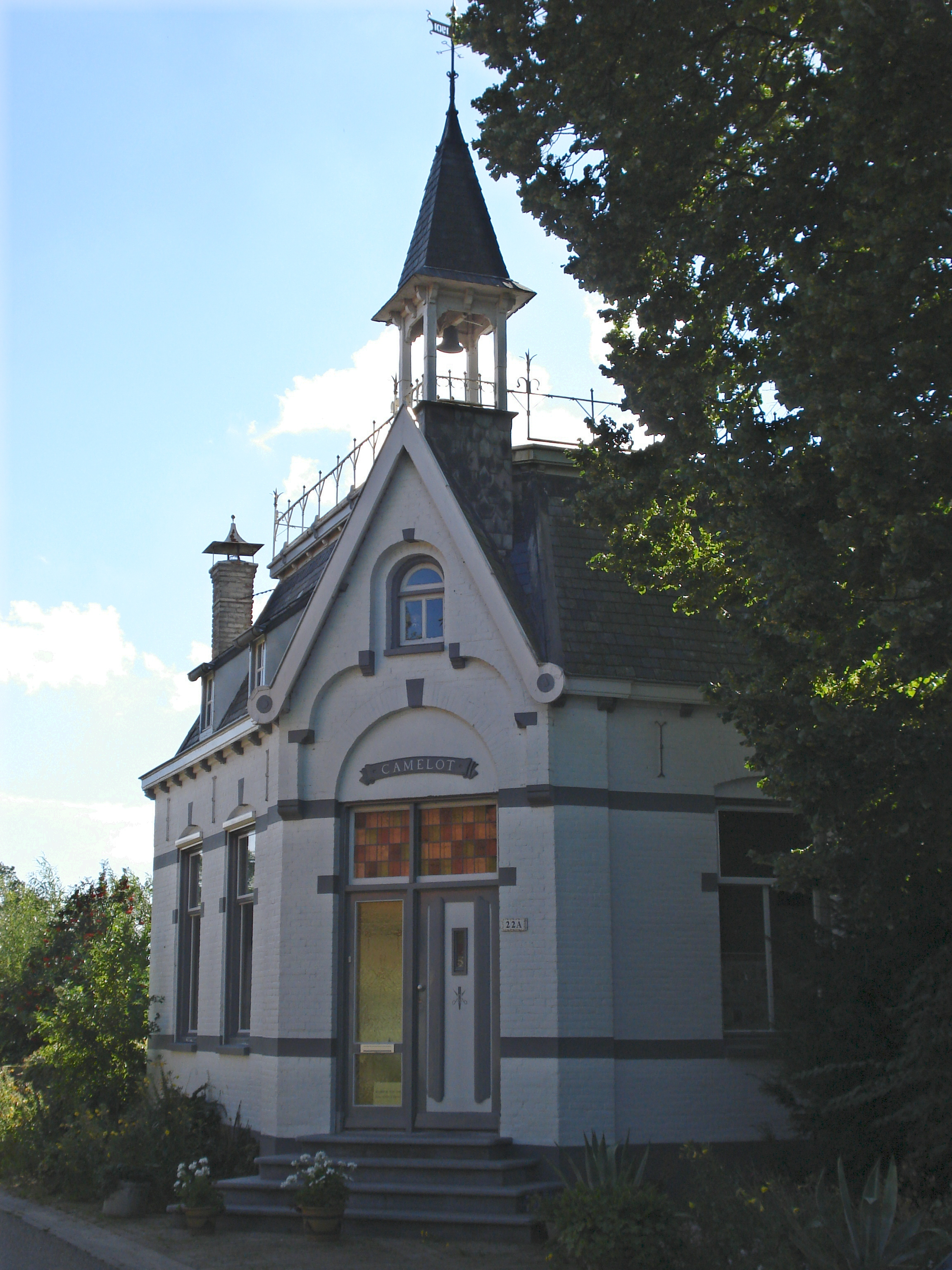
Voormalig gemeentehuis van de gemeente Alem, Maren en Kessel
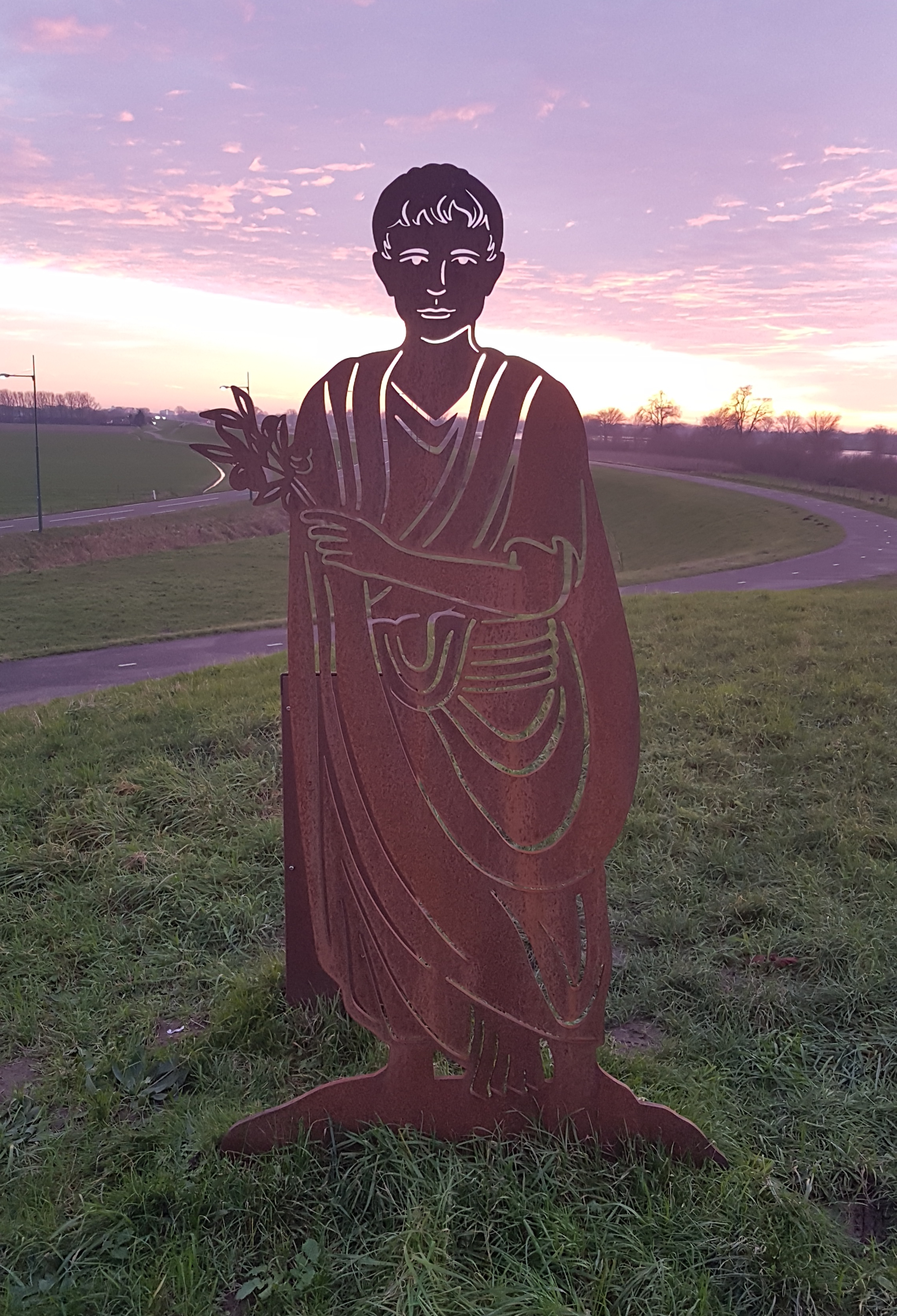
Sculptuur Flavus onderdeel van de route Tempels aan de Maas
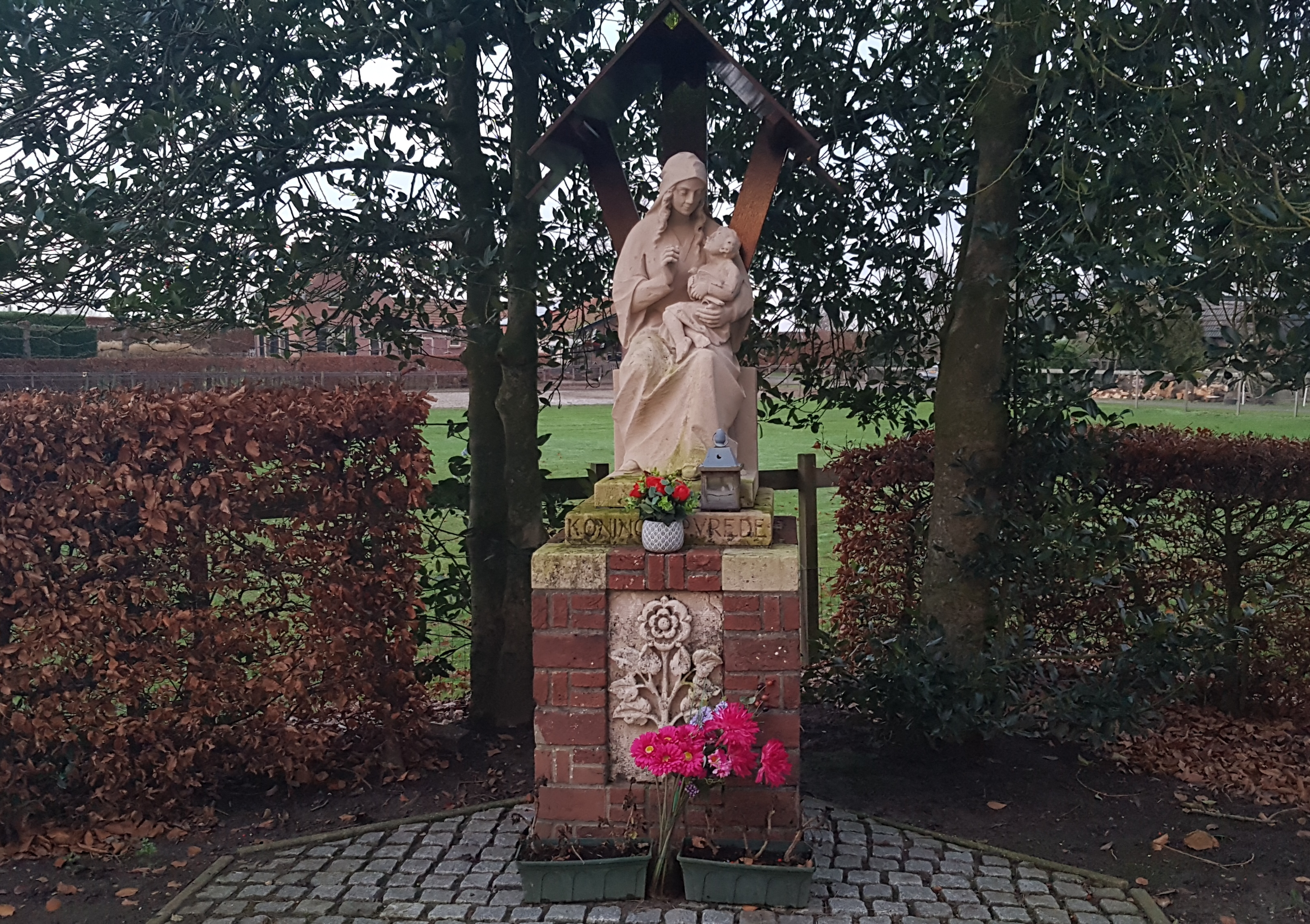
Mariakapel Koningin van de Vrede; Oude Pastorietraat
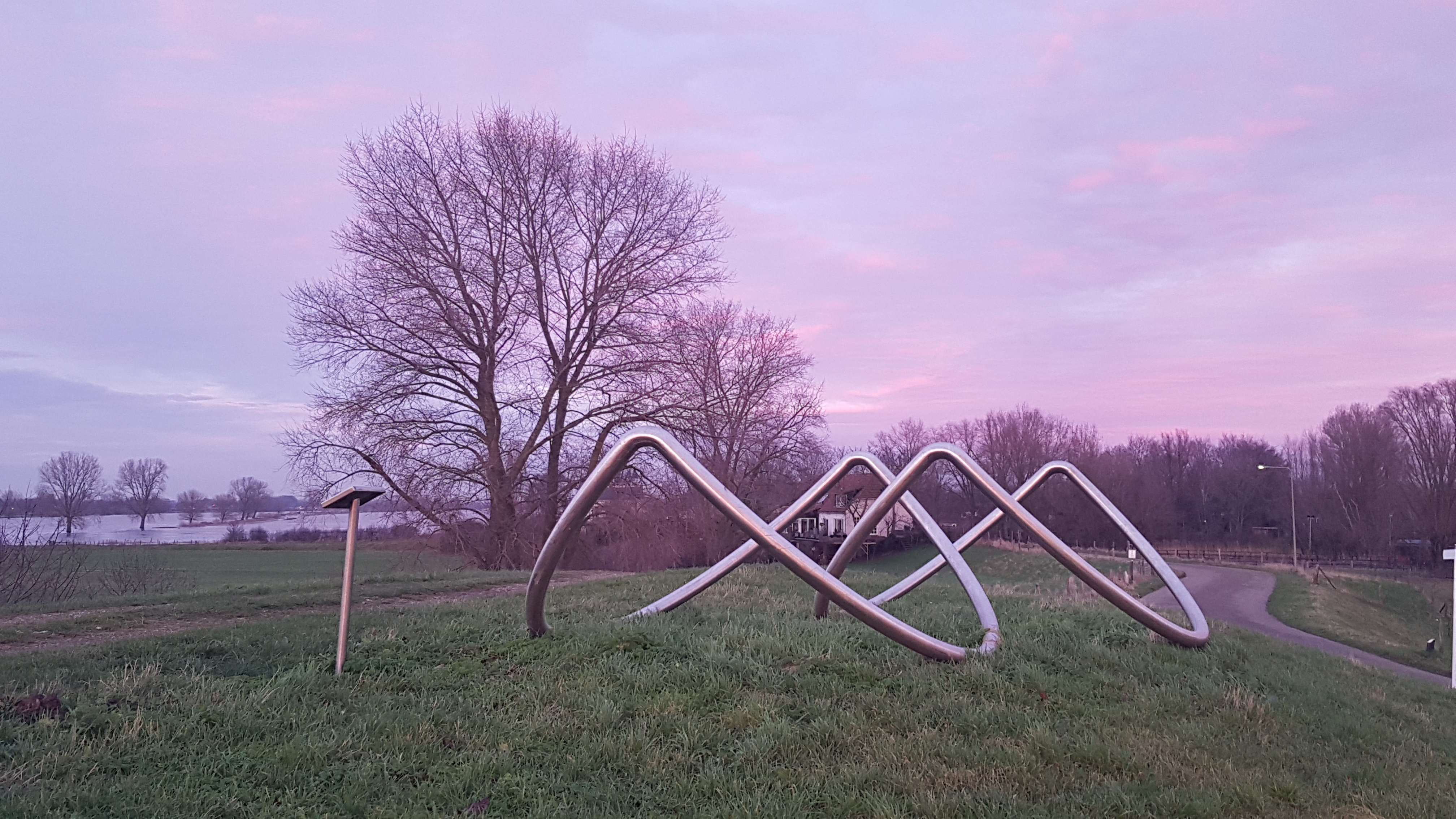
Sculptuur Schakel 304; Marensedijk
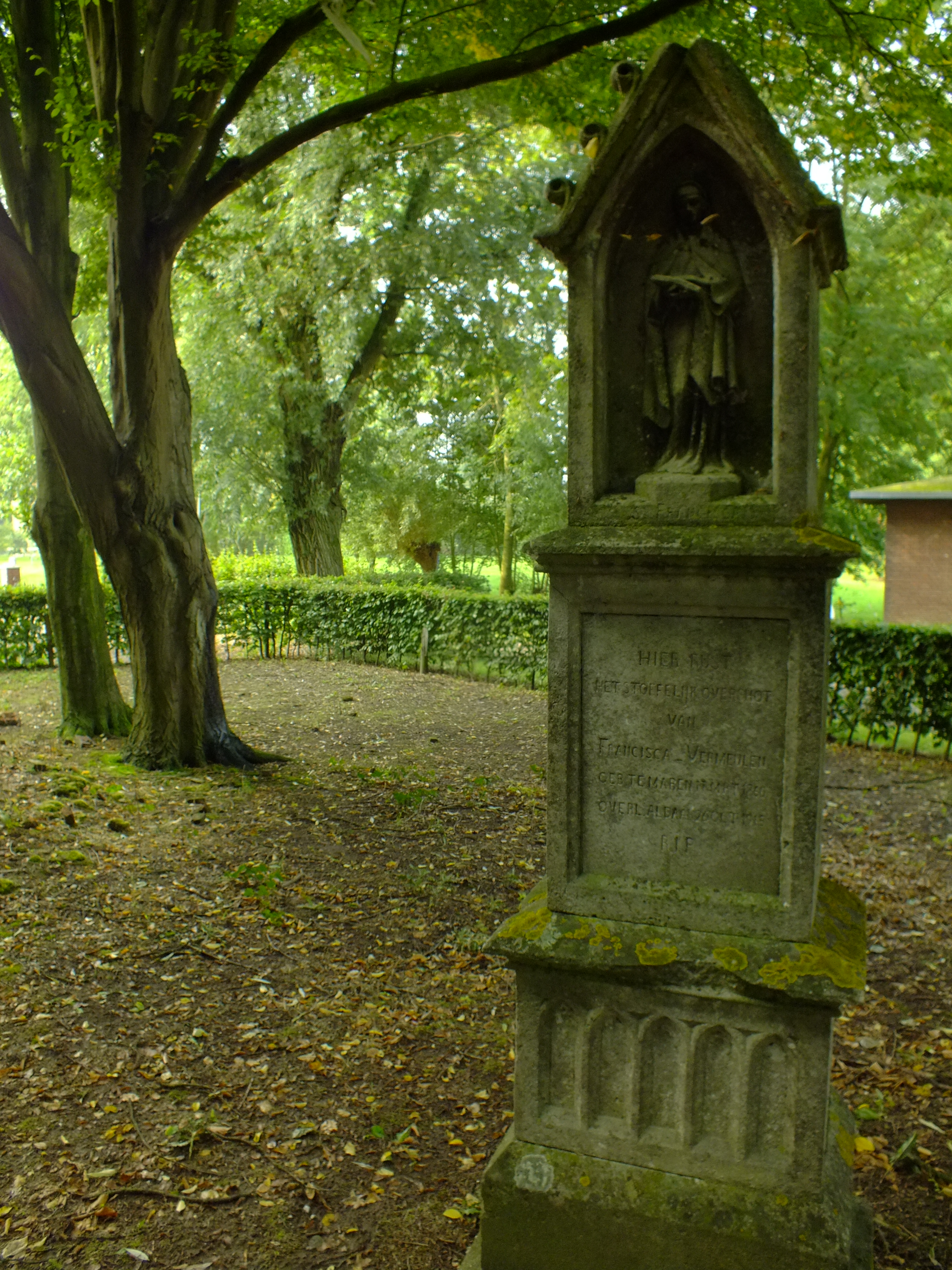
Grafmonument Fransisca Vermeulen (Rijksmonument)

Steden: Megen · Oss · Ravenstein

Dorpen: Berghem · Demen · Dennenburg · Deursen · Dieden · Geffen · Haren · Herpen · Huisseling · Macharen · Kessel · Lith · Lithoijen · Maren · Maren-Kessel · Neerlangel · Neerloon · Oijen · Overlangel · Teeffelen

Buurtschappen: Achterste Heide · Benedeneind · Boveneind · Duurendseind · Elst · Gement · Keent · Kleine Koolwijk · Koolwijk · 't Wild

Noord-Brabant: Steden en dorpen      Nederland: Provincies · Gemeenten